# Frauenkogel (bergstopp i Österrike, Salzburg)
Frauenkogel är en bergstopp i Österrike.   Den ligger i distriktet Sankt Johann im Pongau och förbundslandet Salzburg, i den centrala delen av landet, 270 km väster om huvudstaden Wien. Toppen på Frauenkogel är 2 424 meter över havet, eller 126 meter över den omgivande terrängen. Bredden vid basen är 0,83 km.
Terrängen runt Frauenkogel är bergig åt nordväst, men åt sydost är den kuperad. Närmaste större samhälle är Bad Hofgastein, 5,2 km väster om Frauenkogel. 
I omgivningarna runt Frauenkogel växer i huvudsak blandskog. Runt Frauenkogel är det ganska glesbefolkat, med 45 invånare per kvadratkilometer.